# 多倫多大學三一學院
43°39′56″N 79°23′45″W / 43.66556°N 79.39583°W
多伦多大学三一学院（英語：Trinity College, Toronto/ University of Trinity College）又稱三一学院或者三一大学。多伦多大学圣乔治主校区七大学院中錄取學生最少，最難進入，最亲密和最富盛名的学院。三一学院也擁有加拿大牛津劍橋美稱。它目前拥有大约1700名艺术和科学学院的学生，约有140硕士研究生在神学院学习，学院有43名荣获全球最難申請上的獎學金，罗德奖学金的称号，而在2015年有兩個學生同時荣获罗德奖学金的称号。该学院也因努力创造牛津剑桥式氛围而闻名，晚餐时强制穿礼服，它也拥有全多伦多大学中最优美的建筑与庭院。三一学院的体育，辩论会（三一学院辩论会是加拿大最古老的大学辩论协会）及戏剧（许多著名的演员曾在这里学习）等许多活动是众所周知的。三一学院是也北美唯一貫徹直接民主制的學生議會，學生有權利直接參與学院事務。
三一学院虽然是多伦多大学的一部分，但保留自己的特色，包括自己的章程、理事机构、管理、控制和维护。直到2005年，住宿区还保持性别分开的惯例。该学院保留有一些圣公会的传统，虽然大部分学生都不是圣公会教徒。

## 歷史

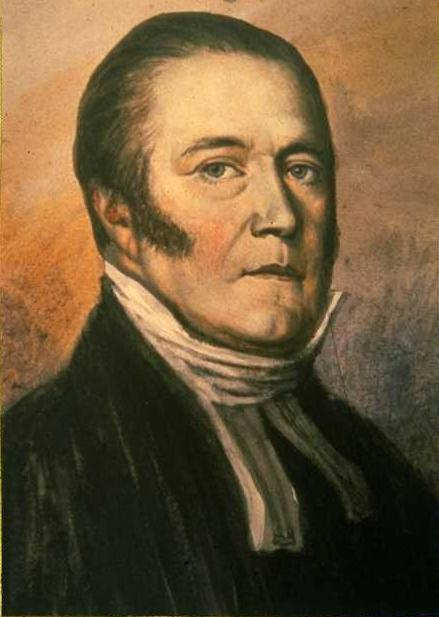
John Strachan

三一学院成立于1851年，由多伦多英國國教派主教約翰·斯特羅恩（John Strachan），他是多倫多第一個主教。約翰在1799作为一名教师来到上加拿大（Upper Canada，安大略省1867年之前的名称），并在几年内在Cornwall建立了他的第一所学校。 1827年他获得了建立多伦多大学国王学院的皇家宪章，该学院在1843年招收了首批学生。1850年1月1日多伦多大学决定将国王学院变成一般的世俗学院。約翰强烈反对这一举措，但却没有办法。在极度失望之后，他把注意力转向建立另一个学院，三一学院上，并于1851年获得比准建立的宪章。
三一学院在1858年1月15日迎来了首批学生，学院楼是由Kivas Tully设计的，位于西街（Queen Street West）。第一个班级有15名虔诚的学生组成，他们在科堡教区神学院（也是由Strachan创办的）学习，此外还有4名艺术生和一些学医的学生。同年 7月16日，维多利亚女王授予三一学院皇家宪章。
经过50年的发展，该学院就成为加拿大最重要的学位授予机构之一。其毕业生对加拿大、美国、英国，以及世界其他地区的艺术、神学、医学、法律及音乐（该学院还授予药剂及牙科学位）做出了巨大的贡献。三一学院在1883年招收了第一位女学生，并于1888年成立了圣希尔达女子学院，走在了女子教育事业的前列。
1904年该学院加入了多伦多大学，除了神学学位之外，放弃授予其他学位的权利。其艺术学院成为了多伦多大学现在的艺术和科学学院的一部分，学院直到1974年还设有自己的“独家课程”。 1944年，这个神学院成为多伦多神学研究所研究生院，汇集了加拿大多伦多大学校园的各种神学系成员，其后，于1970年成立多伦多神学学院。
三一学院于1925年迁往多伦多大学圣乔治校区，学院建筑都以旧建筑为蓝本，位置临近其他学院，图书馆和教学部。圣希尔达学院成立于1938年，在1955年建成一个新的大教堂，该学院的后面的方形建筑工程于1963年完成。Gerald Larkin Building完成于1961年，George Ignatieff剧院完成于1979年。加拿大多伦多大学三一学院芒克国际研究中心的于2000年启用，该中心将3栋历史建筑进行了精致的装修，其中一栋建筑里有John W. Graham图书馆。

## 校園生活
其特色之一是，学生们需要穿着类似电影《哈利波特》中的學術禮服出席書院重要的活動，包括學生議會，新生入學禮和每個星期三的高桌晚餐。

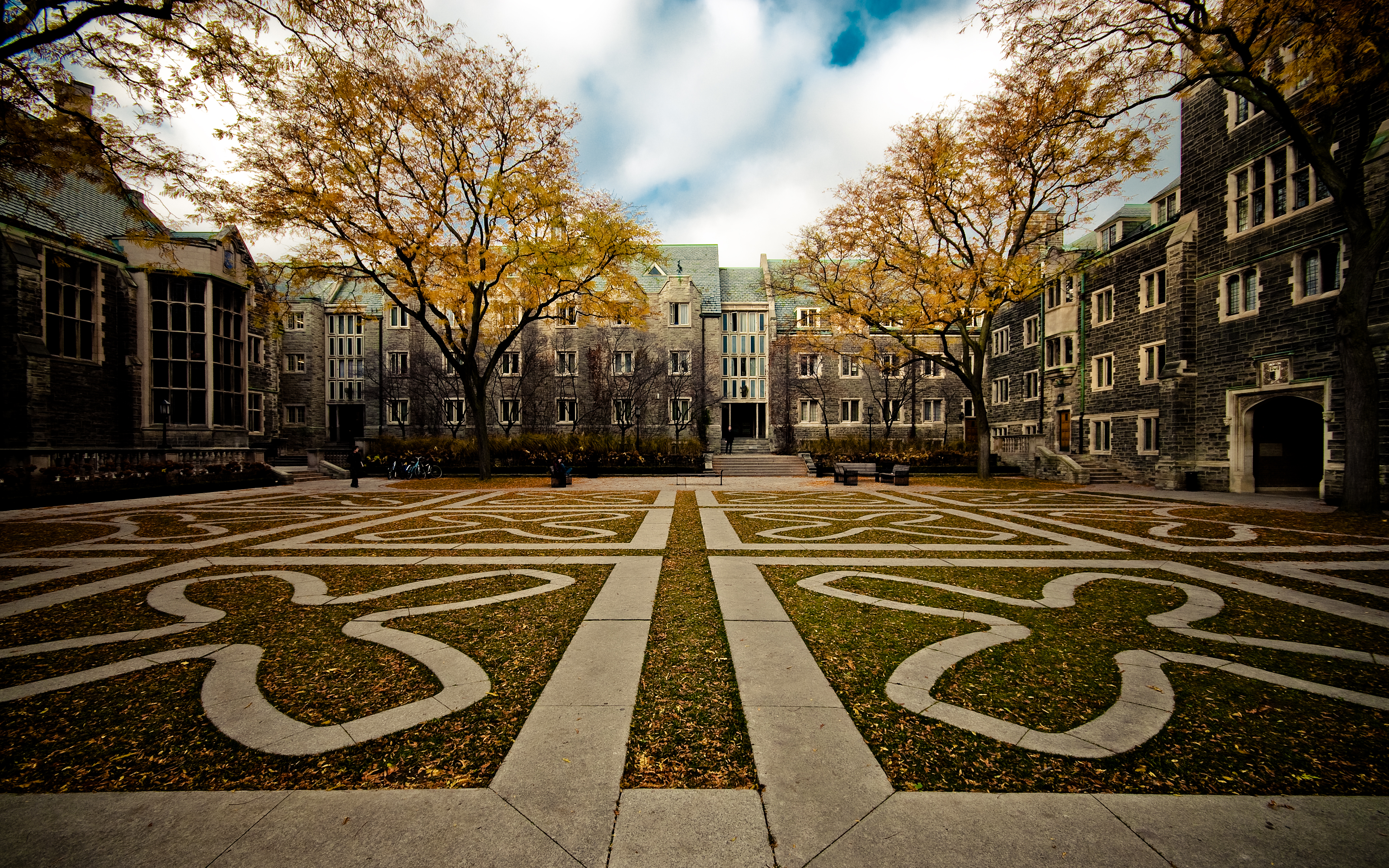
三一学院庭院

### 學生議會
三一學院學生議會(Trinity College Meeting)，是北美唯一貫徹直接民主制的學生議會，是北美傳統、精英學生之搖籃。議會只設三位幹事，包括主席、祕書和司庫，全由學生互選產生。而所有學生，只要穿著學術禮服，就有權利參與會議。

## 學術泛論
三一學院对奖学金颁发要求以苛刻著名，但其名誉却是所有学院里最好的 三一書院同時為七所學院中招生最小本科生的書院，每年只錄取400位本科生，2010-2015錄取高中平均分為90.9%。
1974年，与多伦多大学签署了谅解备忘录，开启了三一学院的一个新时代。它的教学方案超出传统的人文学科的领域，开始了新的跨学科研究方案，第一个课程便是国际关系学，它已成为学校最大的课程之一。其他的跨学科课程包括伦理学，社会和法律学和免疫学。

## 蒙克国际研究中心
蒙克国际研究中心是一个位于加拿大安大略省多伦多市，多倫多大學三一學院下设的一个学术研究机构。

## 教堂
三一学院教堂是由已故的Gerald Larkin（1885年至1961年）与当时著名的英国建筑师Giles Gilbert Scott爵士签约资助修建的，他还曾经设计了利物浦雄伟的哥特式大教堂和遍及英格兰的邮政局的红色电话亭。
三一学院教堂是加拿大最具吸引力的传统建筑的典范。这座垂直的哥特式建筑的主体有100英尺长，47英尺高，有壁画和拱顶，还有可以配音的乐器。建筑师雇用意大利石匠使用石头，砖和水泥来建造，而建筑唯一的钢材主要用来支撑隐藏的顶梁。外墙是用砂岩筑成的。

## 校友及知名教授
多倫多大學三一学院的校友包括
- 葉禮庭，是聯邦自由黨前任黨魁，曾擔任加拿大國會下議院官方反對黨領袖。
- 莊德利，加拿大政治人物，安大略省多倫多市第65任市長。
- 伍冰枝，是前任加拿大總督。她是加拿大首位華裔和第二位女性總督。
- 莊文浩，加拿大華裔，聯邦保守黨黨員，現任加拿大國會下議院議員。
- 爱德华·萨姆·罗杰斯，加拿大羅傑斯通訊集團Rogers Communications Inc.前任總裁和執行長。
- 艾騰·伊格言，亞美尼亞裔的加拿大男導演，致力於發掘關於故鄉亞美尼亞歷史的真相，曾获金尼獎。
- 麥爾坎·葛拉威爾，目前是《紐約客》雜誌撰稿人及暢銷作家。